# Друге дихання
Друге дихання — київський біґ-біт гурт, створений в червні 1966 р. 

## Історія
Першими музикантами гурту були: Олег Слободенко (гітара, тепер відомий поп-співак, народний артист України), Сергій Чаришников (ударні), Михайло Ніколаєв (бас-гітара) та Володимир Ткалич (гітара). Крім каверів на пісні Beatles, The Hollies та Beach Boys, вони також складали власні композиції й робили обробки народних. Разом з гуртом The Once, у той час вони були одним з провідних колективів у Києві. Ансамбль отримав перший приз на другому київському фестивалі біґ-біту в жовтні 1967 р. Навесні 1968 р. вони влаштуватися в Укрконцерт завдяки наявності відмінної як на той час звукової апаратури, і виступали під офіційною назвою «Веселі шпаки» (замість М. Ніколаєва до гурту прийшов Ігор Федосюк). «Веселим шпакам» вдалось проіснувати на офіційній сцені недовго через незадоволення центральної влади, — на них звернули увагу в Москві після одного з концертів (наприкінці 1968 р.). Після цього вони пішли у підпілля.
Навесні 1969 р. О. Слободенко і С. Чаришников, об'єднавшись з екс-музикантами гурту The Once, створили професійний ВІА «Граймо!», що супроводжував співачку Юлію Пашковську у програмах Тарапуньки та Штепселя. Але музика гурту була не просто супроводом і багато слухачів приходили послухати саме їхню музику. Протягом тих років Сергій Чаришников виношував ідею перенесення на наш ґрунт справжнього блюзу — з усіма його нюансами й особливостями. Він вивчав історію блюзу від самого його початку, дізнаючись не лише про саму музику, але й про культуру в якій вона створювалась. Захоплювався творчістю John Mayall & the Bluesbreakers, чудово знав і вивчав корінний негритянський блюз.
З середини 80-х коментатор Держтелерадіо Олег Слободенко став відомим естрадним композитором — його пісні співають Тамара Гвердцителі, Катя Семенова, Софія Ротару, Лев Лещенко, Василь Зінкевич, Алла Кудлай та Краяни.
Після довгої перерви група зібралась знову на початку 90-х. Основою їхньої музики була творчість Рея Чарлза і Джона Майяла. Тодішній склад гурту це — гітаристи Олександр Кузнєцов, Олег Федченко, барабанщик Юрій Забара і Сергій Чаришников.
Хоча після цього гурт змінював свій склад, але музика продовжувала залишатись в дусі блюзу. Вони виступали спільно з харківським гуртом Дощ збираючись створити в Києві блюз-клуб. І вони його створили. 1996 року групі виповнилось 30 років. Друге дихання мав постійні концерти в клубі «Баді-Гай». Тодішніми музикантами гурту були Стас Луцький, гітарист Володимир Герасимович, барабанщик Володимир Михальченко. Також деякий час разом з гуртом виступав Михайло Алєксєєв — гітарист Братів Карамазових. Зі старих музикантів залишились Григорій Махно, Євген Новицький, Олександр Кузнєцов. 
Після смерті Чаришникова 1999 року, гурт виступає під назвою «The Second Breath Blues Band» (Герасимович, Кузнецов, Михальченко, Луцький, Махно)

## Дискографія
- Друге дихання. Save the Blues. 2007.[4]